# Louis II. de Bourbon, prince de Condé

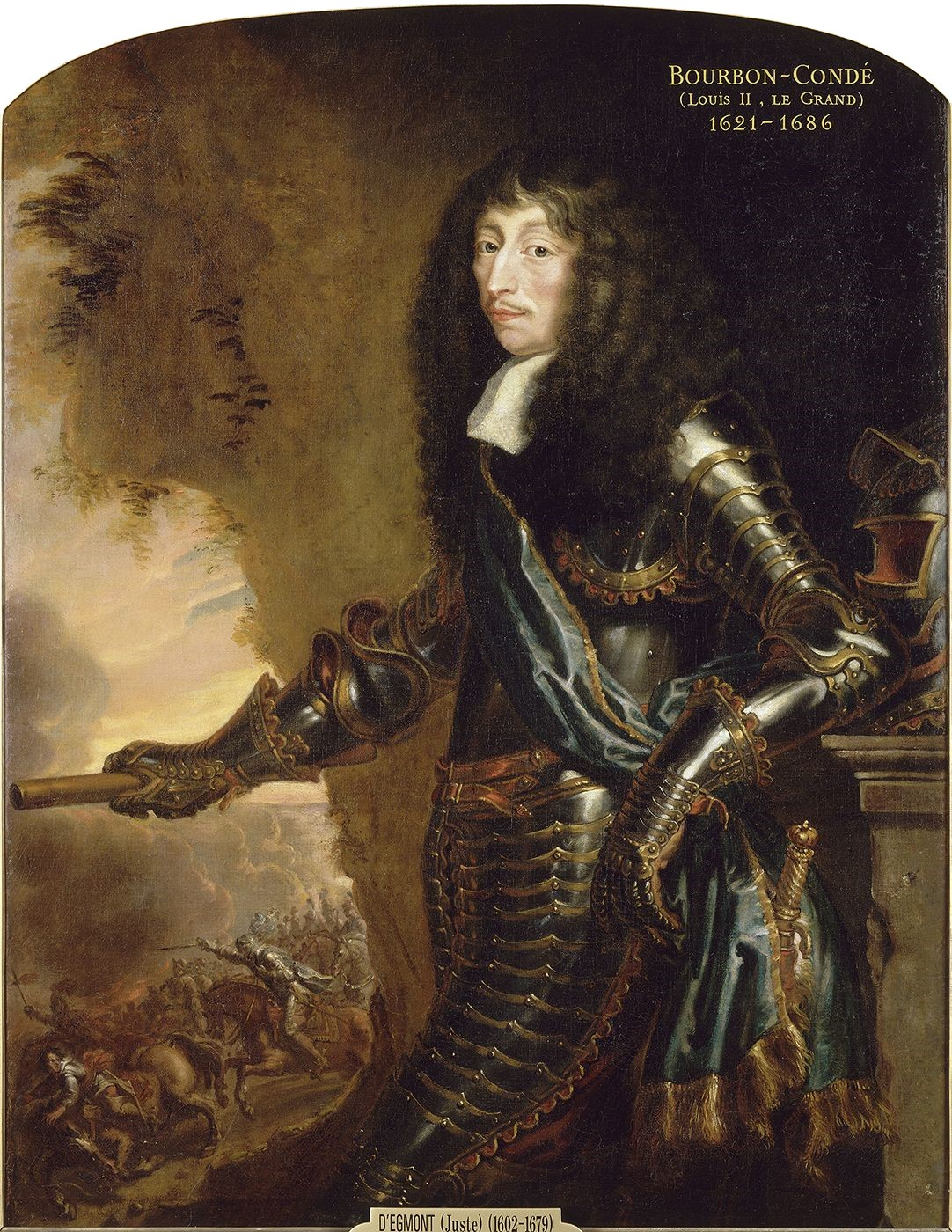
Louis II. de Bourbon, prince de Condé, Porträt von Justus van Egmont.
Louis’ Unterschrift:

Louis II. de Bourbon, prince de Condé (* 8. September 1621 in Paris; † 11. Dezember 1686 in Fontainebleau), auch als „Le Grand Condé“ bekannt, war Erster Prinz von Geblüt des französischen Königshauses Bourbon. Er gilt als einer der bedeutendsten Feldherren des 17. Jahrhunderts und spielte als Anführer der adeligen Opposition gegen Kardinal Mazarin eine wichtige Rolle während des Bürgerkriegs der Fronde, in dessen Folge Condé gezwungen war, nach Spanien zu fliehen. Nach seiner Begnadigung durch Ludwig XIV. wurde er neben Turenne zum wichtigsten Befehlshaber des Königs im Devolutionskrieg und Holländischen Krieg.

## Biographie

### Herkunft und Jugendjahre
Louis wurde als ältester Sohn Henris II. de Bourbon (1588–1646), des dritten Prince de Condé, und dessen Frau Charlotte-Marguerite de Montmorency geboren. Dank seiner Eigenschaft als potentieller Thronanwärter sowie des Reichtums seiner Familie war der Duc d’Enghien, wie er in jungen Jahren hieß, eine der höchstrangigen Personen des Landes. Er erhielt für jene Zeit, in der eine humanistische Bildung im Hochadel nicht unbedingt ein Ideal darstellte, eine außergewöhnlich gute Erziehung, ab 1629 auf dem Jesuitenkolleg von Sainte-Marie in Bourges. Über seine Fortschritte berichtete er in lateinischen Briefen an seinen Vater. Nach sechs Jahren, mit 14, verließ er das Kolleg und wandte sich einem Studium der Militärwissenschaften zu.
Im Jahre 1638 übernahm er zum ersten Mal Verantwortung: Während einer Abwesenheit seines Vaters amtierte er als Gouverneur des Herzogtums Burgund (Bourgogne). Zu diesem Zeitpunkt unterlag er jedoch noch immer der Autorität seines Vaters, der sich sogar durch einen Erzieher vertreten ließ. Obwohl der Prinz bereits über 18 Jahre alt war, regelte der Vater dessen Leben bis in das kleinste Detail, wie zum Beispiel die tägliche Garderobe. Eine gewisse Erleichterung brachte erst Louis’ Dienst im französischen Heer, in das er 1640 als Freiwilliger eintrat. Im selben Jahr sammelte er erste Kriegserfahrungen während der Belagerung von Arras, ohne sich jedoch besonders hervorzutun.
Vater Henri II. ging inzwischen daran, für seinen Sohn eine vorteilhafte Ehe zu arrangieren. Seine Wahl fiel auf die gerade zwölfjährige Claire-Clémence de Maillé-Brézé (1628–1694), eine Tochter des Maréchals Urbain de Maillé, Marquis de Brézé (1597–1650). Der Maréchal selbst hatte eine Schwester des Kardinals Richelieu geheiratet, der damals die politische Führung Frankreichs weitgehend kontrollierte. Somit war Claire Cleménce die Nichte des Kardinals. Henri II. hoffte, durch eine Verbindung mit der Familie des Kardinals weitere Vorteile und Einfluss am Hof zu gewinnen. Louis dachte ähnlich, denn obwohl er seiner Gemahlin eher ablehnend gegenüberstand, war er sich bewusst, dass Richelieu seine politischen Ambitionen fördern und ihm zu einem Feldkommando im Heer verhelfen konnte. Die Ehe wurde am 11. Februar 1641 im Palais Cardinal in Paris geschlossen. Aus ihr gingen vier Kinder hervor, von denen nur ein Sohn, Henri III. Jules (1643–1709), überleben sollte.

### Karriere im Dreißigjährigen Krieg
Die Verbindung mit der Familie des Kardinals zahlte sich aus. Nach einigen kleineren militärischen Kommandos erhielt Louis d’Enghien im Frühjahr 1643 den Befehl über die französische Armee an der Grenze zu den Spanischen Niederlanden. Frankreich befand sich zu diesem Zeitpunkt im Krieg gegen Spanien (→ Französisch-Spanischer Krieg (1635–1659)) und gegen den habsburgischen Kaiser des Heiligen Römischen Reiches (→ Dreißigjähriger Krieg). Die zahlenmäßig überlegene spanische Armee eröffnete den Feldzug mit der Belagerung der Grenzfestung Rocroi. Um sie zu entsetzen, zog Enghien mit der französischen Armee heran und griff die Spanier, entgegen dem Rat älterer Offiziere, am 19. Mai 1643 trotz seiner Unterlegenheit an. Es bereitete den spanischen Truppen eine vernichtende Niederlage, die sich daraufhin aus Frankreich zurückziehen mussten. Die Schlacht bei Rocroi machte Enghien auf einen Schlag berühmt. Sie gilt heute noch als ein Wendepunkt, aus dem Frankreich zur europäischen Hegemonialmacht aufstieg. Enghien selbst drang nach dem Kampf auf einige Tage Urlaub, um sich in Paris als ruhmreicher Held feiern zu lassen. Hier zeigte sich schon die ihn kennzeichnende große Eitelkeit, aus der später Überheblichkeit werden würde.

Porträt des Herzogs von Enghien auf einer Vedute der Stadt Mainz: Ein Kupferstich nach Sébastien de Beaulieu aus dem Jahre 1644

Im folgenden Jahr 1644 kommandierte Enghien die französischen Armeen in Deutschland. Gemeinsam mit Maréchal de Turenne (1611–1675) führte er die blutige Schlacht bei Freiburg (3. bis 9. August 1644) und drängte die bayerische Armee vom Rhein ab. Durch diesen Erfolg fielen wichtige Festungen an Frankreich. Auch im folgenden Jahr operierten Turenne und Enghien gemeinsam und besiegten erneut die kaiserlichen und bayerischen Truppen in der Schlacht bei Alerheim (3. August 1645). Diese beiden Siege kosteten die französischen Streitkräfte jedoch große Verluste und wurden deshalb in Paris wenig enthusiastisch aufgenommen. Bei Hofe kam Kritik an Louis d’Enghien auf.
Im Jahre 1646 verstarb Henri II. und vererbte seinem Sohn Louis den Titel Prince de Condé sowie sein gesamtes Vermögen und alle Besitztümer. Enghien wurde damit zum mächtigsten Adeligen in Frankreich. Er besaß nun großen Reichtum, weite Ländereien, königliches Blut, eine große Anhängerschaft und nach der Einnahme von Dünkirchen im selben Jahr eine glänzende militärische Reputation. All dies machte ihn in den Augen des Kardinals Mazarin (1602–1661) verdächtig. Richelieu war 1642 gestorben und bereits 1643 auch König Ludwig XIII. Zu diesem Zeitpunkt war der Thronfolger Ludwig XIV. erst fünf Jahre alt. Seine Mutter Anna von Österreich (1601–1666) übte deshalb mit Hilfe des Kardinals die Regentschaft aus. Condé hatte aufgrund seiner hohen Geburt und sozialen Stellung großen Einfluss auf die Regierungsgeschäfte, zumal er von seinem Vater auch dessen Platz im Conseil d'État (Königlicher Rat / Staatsrat) geerbt hatte.
Mazarin trachtete deshalb, den Prinzen vom Hof fernzuhalten. Zunächst betraute er ihn mit dem Kommando über die französischen Truppen in Katalonien. Hier scheiterte Condé erstmals; es gelang ihm 1647 nicht, die Stadt Lerida einzunehmen. Er weigerte sich deshalb, noch einmal auf diesem Kriegsschauplatz zu kommandieren. Mazarin bot ihm ebenfalls an, eine Expedition nach Neapel anzuführen, das zu dieser Zeit im Aufstand gegen Spanien stand. Dort hätte er einen Königsthron gewinnen können, auch das hätte den Prinzen dauerhaft vom französischen Hof entfernt. Doch Condé lehnte das unsichere Unternehmen ab und übernahm stattdessen 1648 wieder das Kommando über die französischen Truppen in den Spanischen Niederlanden. Dort errang er am 20. August 1648 in der Schlacht bei Lens einen weiteren Sieg über die spanischen Truppen. Der Ausgang war so schlagend wie kaum einer damals, denn das spanische Heer wurde fast vollständig aufgerieben. Der Sieg bei Lens stand dem Erfolg von Rocroi fünf Jahre zuvor in nichts nach. Er stärkte die Verhandlungsposition Frankreichs auf dem Friedenskongress von Münster, der zwei Monate später mit dem Westfälischen Frieden abgeschlossen wurde.

### Opposition während der Fronde

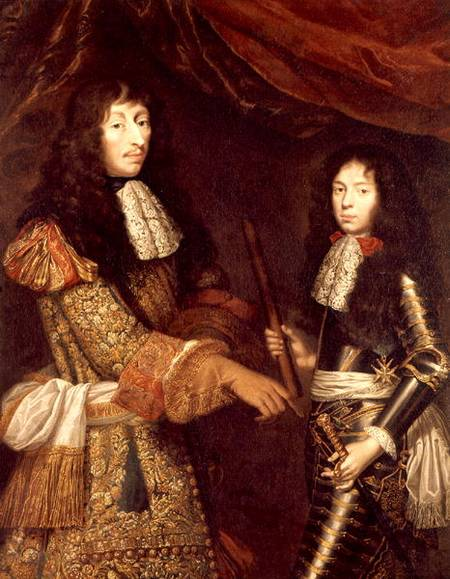
Louis II. de Bourbon, prince de Condé, mit seinem Sohn Henri d’Enghien

Während des 1648 beginnenden Fronde-Aufstands unterstützte Condé erst Kardinal Mazarin und die Regentin Anna von Österreich. In der Folgezeit wurde er de facto der einflussreichste Mann in Frankreich, verhielt sich aber in den Augen seiner Umgebung hochmütig und anmaßend. So beleidigte er wiederholt Kardinal Mazarin und schreckte auch vor Handgreiflichkeiten nicht zurück. Aufgrund dieser Tatsachen wurde er von Januar 1650 bis zum Februar 1651 in der Festung Vincennes inhaftiert, wodurch der zweite Teil des Aufstandes, der der „Fürsten“, ausbrach. Die Tatsache, dass er und sein Bruder Conti zerstritten waren, hinderte nicht.
Nach seiner Freilassung 1651 setzte er sich an die Spitze der Truppen der Fronde, wurde aber am 2. Juli 1652 von Turenne und seinen königstreuen Truppen in der Schlacht im Faubourg Saint-Antoine vor Paris geschlagen.
Am 27. März 1653 wurde er in Abwesenheit zum Tode durch Enthauptung verurteilt. Seine Besitztümer wurden beschlagnahmt.
Er flüchtete nach Spanien und diente dem spanischen König Philipp IV. als General. Nach dem für Frankreich günstigen Pyrenäenfrieden 1659 wurde Condé amnestiert und kehrte nach Frankreich zurück.

### Rückkehr und Leben unter Ludwig XIV.
In der nachfolgenden kurzen Friedenszeit betätigte sich Condé u. a. als Mäzen und protegierte zum Beispiel Molière, indem er ihm Privataufführungen des verbotenen Stücks Le Tartuffe ermöglichte.
1668 befehligte er die Truppen, die auf Befehl König Ludwig XIV. handstreichartig die damals spanische Franche-Comté einnahmen.
1672–1674 war er General der französischen Truppen im Holländischen Krieg, durch den sich Ludwig Teile der spanischen Niederlande aneignete. 1675 war er kurz Oberkommandierender der französischen Truppen im Elsass.
1675 zog sich Condé auf sein Schloss Chantilly zurück, wo er sich wieder als Sammler und Mäzen betätigte. Er verstarb am 11. Dezember 1686 in Fontainebleau.

## Trivia
In Erinnerung an den „Großen Condé“ nannte König Friedrich der Große von Preußen sein Lieblingspferd, einen Trakehner Grauschimmel, Condé.